# Iglesia de San Julián (Sentís)
La iglesia de San Julián (en catalán: església de Sant Julià) en catalán) es una iglesia española de origen románico del pueblo de Sentís, perteneciente al antiguo municipio de Benés, de la Alta Ribagorza, actualmente dentre del municipio de Sarroca de Bellera, del Pallars Jussá (provincia de Lérida)

## Descripción
La iglesia de San Julián de Sentís parece tener orígenes en un monasterio visigodo dedicado a san Tirso (de donde vendría el topónimo Sentís). Su jurisdicción osciló entre Santa María de Lavaix, San Genís de Bellera y Castellgermà, donde está documentado en el siglo XIV, dentro de la baronía de Erill.
Esta iglesia está tan transformada que cuesta reconocerla como románica, pero muchos vestigios permiten creer que cuando se haga una buena limpieza de los elementos añadidos se podrán traer a la luz los elementos románicos que debe de guardar. Uno de estos vestigios permite ver que el ábside fue suprimido y la entrada nueva a la iglesia se abrió en aquella apertura.
La parroquia de San José de Sentís pertenece al obispado de Lérida, por el hecho de haber pertenecido en la Edad Media al obispado de Roda de Isábena. Forma parte de la unidad pastoral 24 del arciprestazgo de la Ribagorza y es regida por el rector de El Pont de Suert.